# Eugenia brasiliensis
Eugenia brasiliensis är en myrtenväxtart som beskrevs av Jean-Baptiste de Lamarck. Eugenia brasiliensis ingår i släktet Eugenia och familjen myrtenväxter. Inga underarter finns listade i Catalogue of Life.

## Bildgalleri

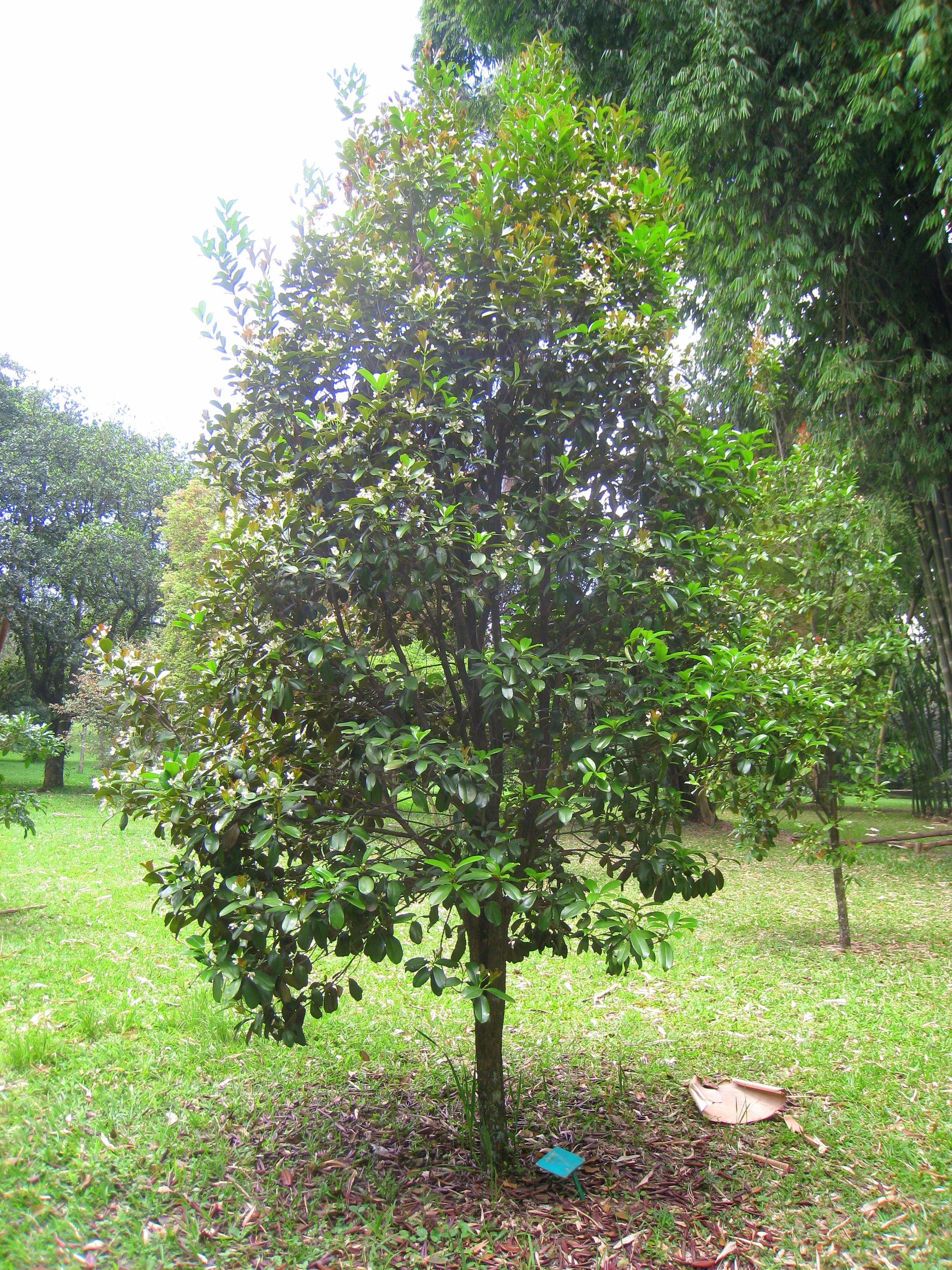
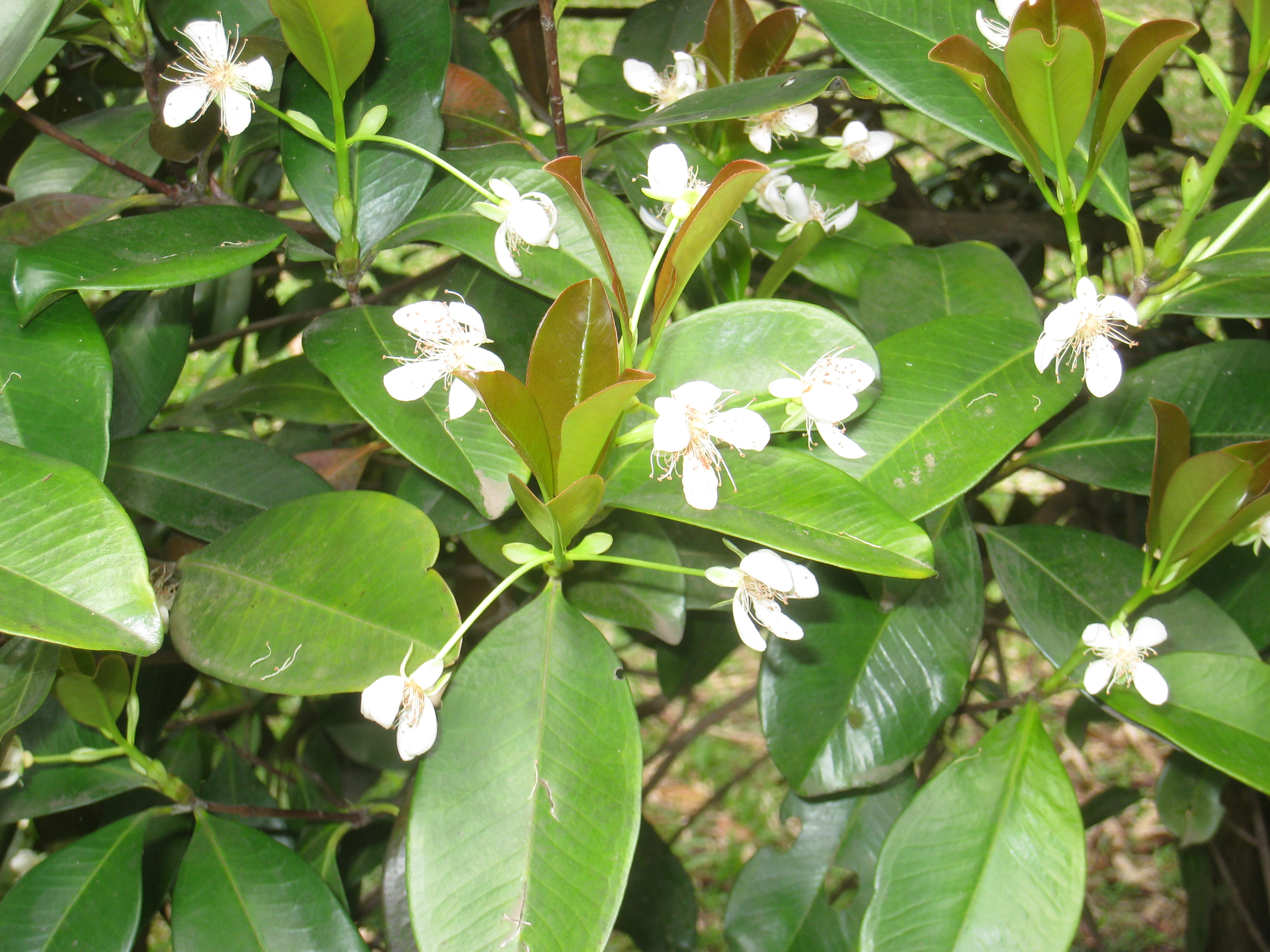
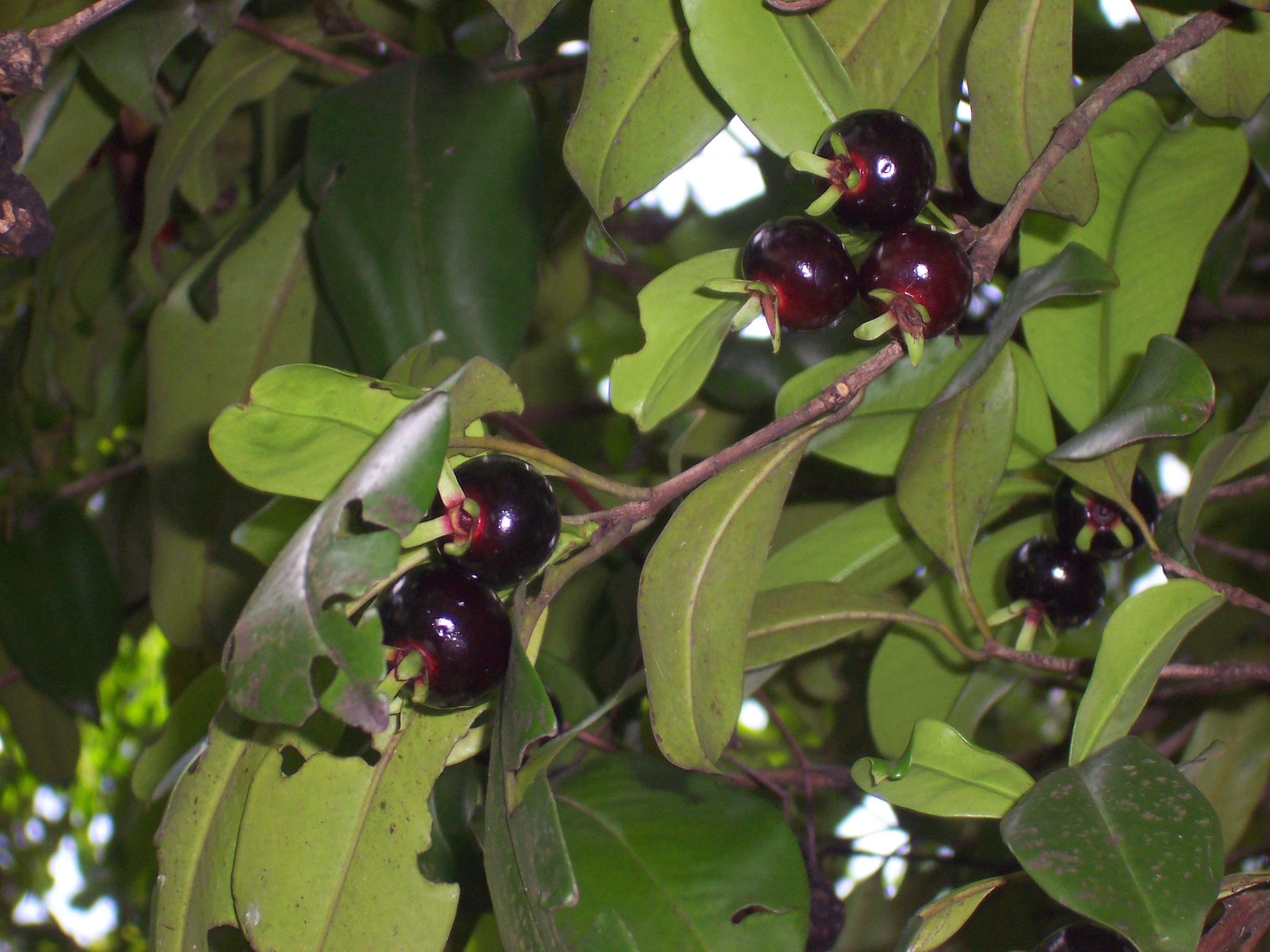
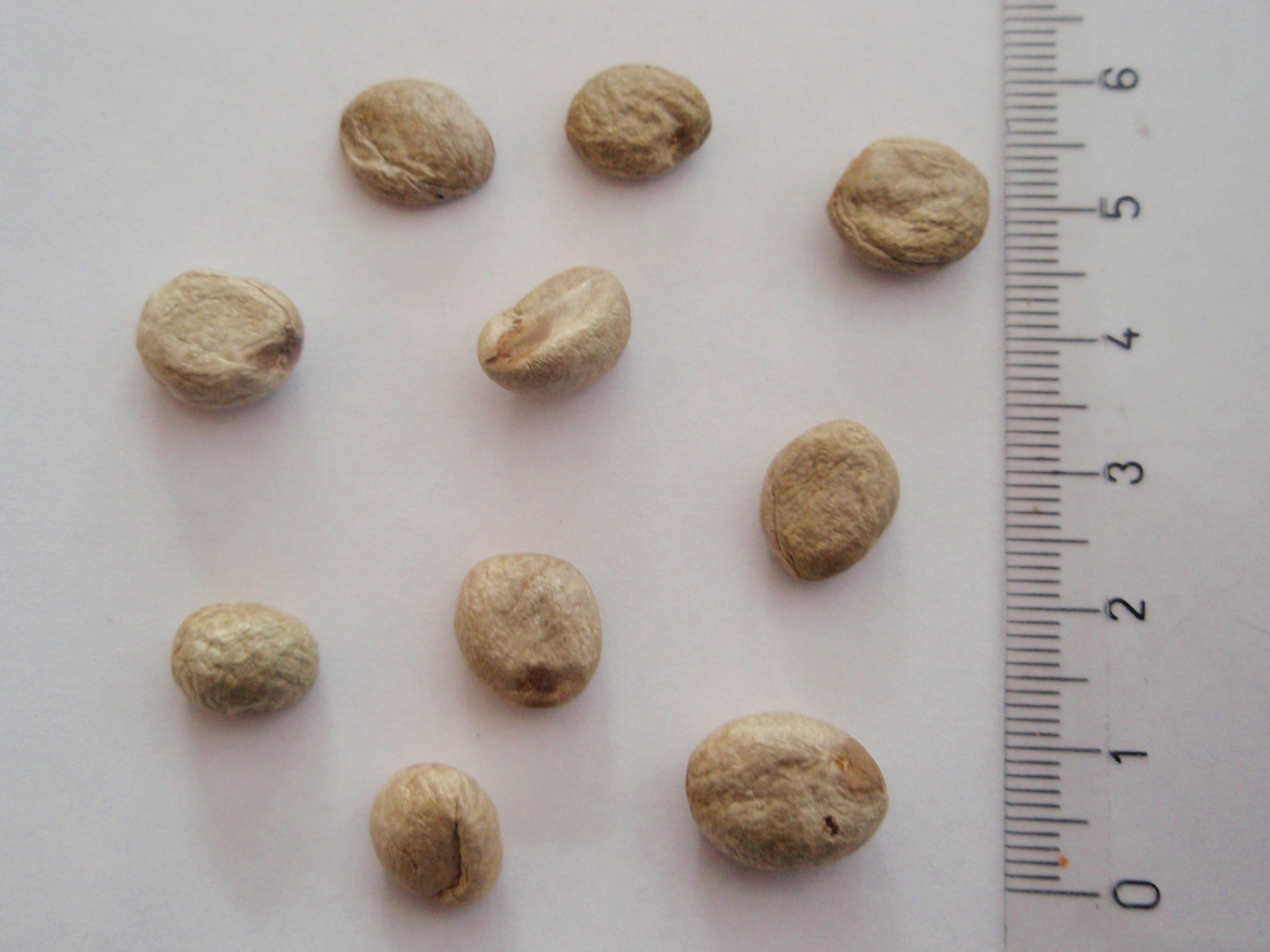
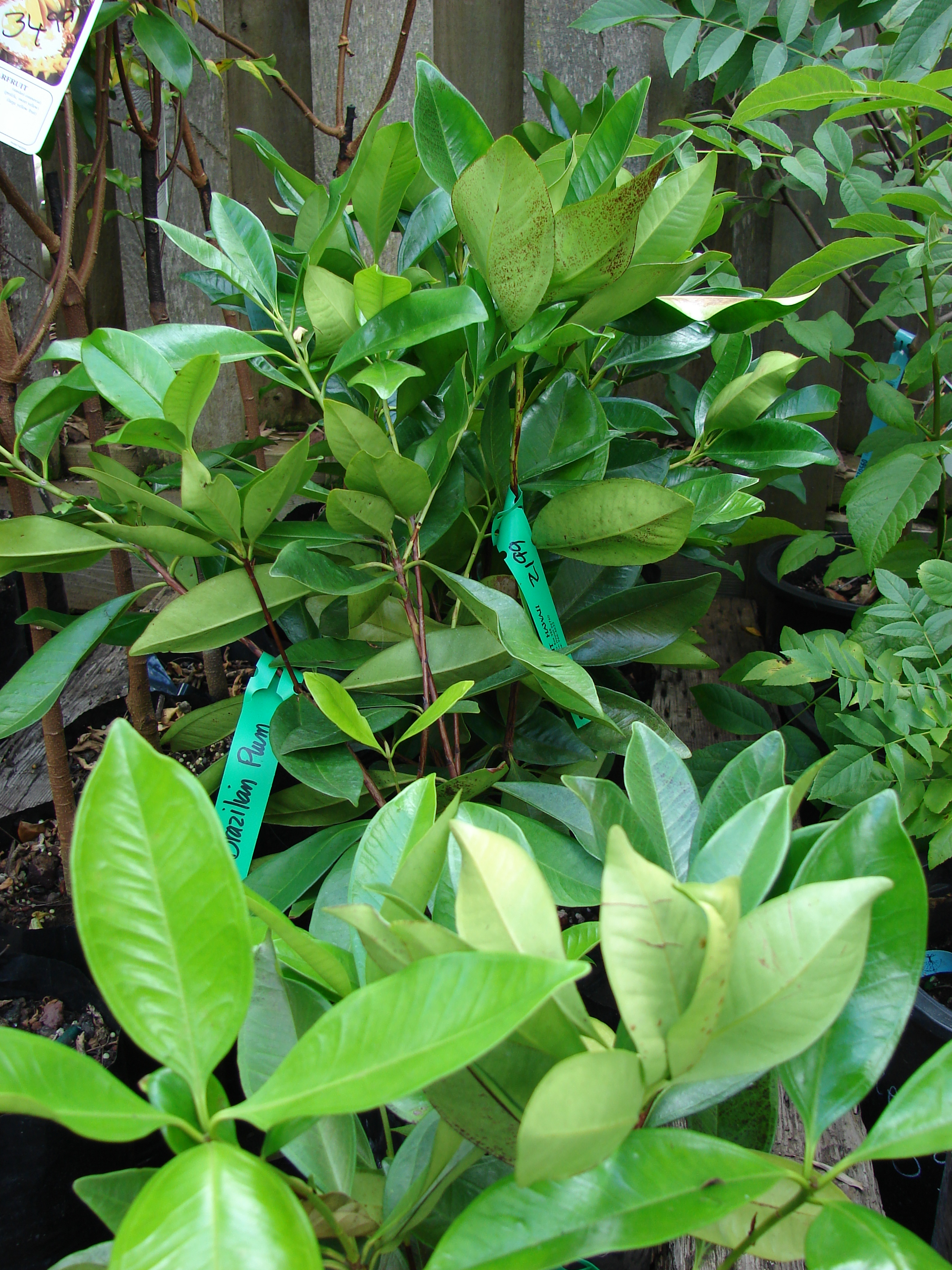